# Bruno Lemaitre
Pour les articles homonymes, voir Lemaitre.
Bruno Lemaitre (né le 21 septembre 1965 à Lille, France) est un immunologiste français et professeur à l'École polytechnique fédérale de Lausanne (EPFL). Ses recherches portent sur les mécanismes de l'immunité innée et sur l'endosymbiose chez la drosophile. Lemaitre est également l'auteur de plusieurs livres sur le thème du narcissisme en science et dans la société,. 

## Carrière
Ancien élève de l'École normale supérieure (promotion 1985), Lemaitre obtient un doctorat en génétique de l'Université Pierre-et-Marie-Curie en 1992, soutenant une thèse sur la régulation de la transposition des éléments P chez la drosophile,. Il poursuit ensuite des travaux en tant que chargé de recherche CNRS dans le laboratoire de Jules Hoffmann, où il identifie les récepteurs de type Toll comme des médiateurs essentiels de l'immunité innée chez la drosophile. Ce travail fut sélectionné par le comité Nobel pour le Prix Nobel 2011 en physiologie ou médecine attribué à Hoffmann,,. En 1998, il est nommé chef de groupe au centre de génétique moléculaire du CNRS à Gif-sur-Yvette. Il rejoint l'EPFL en 2007 en tant que professeur ordinaire au sein du Global Health Institute.
Lemaitre a publié depuis 2016 plusieurs livres et essais liés au thème du narcissisme en science,, et dans la société, et un livre sur la philosophie de Michael Polanyi. Il est également l'auteur de deux MOOCs ainsi que d'un livre d'exercices sur le thème de l'immunologie,.

## Recherche
Le laboratoire Lemaitre étudie divers aspects de l'immunité innée en utilisant la drosophile comme modèle génétique. Le laboratoire réalise des cribles génétiques pour identifier de nouveaux facteurs impliqués dans la réponse immunitaire à la suite d'une infection microbienne. Son équipe a notamment contribué à mieux comprendre le rôle des voies Toll et NF-κB dans l'activation de la défense immunitaire anti-bactérienne, ainsi que la manière dont le système immunitaire de l'hôte fait la distinction entre différents pathogènes bactériens,,,. Lemaitre étudie également les interactions hôte- microbiote, et plus spécifiquement comment le microbiote influence l'homéostasie et la morphologie intestinales.
Le laboratoire de Lemaitre étudie également les rôles et les mécanismes des interactions endosymbiotiques entre la drosophile et les bactéries du genre spiroplasma,,.

## Distinctions
Lemaitre a reçu deux Advanced Grants du Conseil européen de la recherche pour des projets sur l'immunité intestinale et l'homéostasie (2008) et les interactions symbiotiques entre la drosophile et les bactéries du genre Spiroplasma (2013). 
Il est élu membre de l'EMBO en 2007. 
Il reçoit également plusieurs prix de recherche, tels que le prix Noury, Thorlet, Lazare de l'Académie française des sciences (2001), le premier prix de la Fondation Schlumberger (2002), le prix William B.Coley pour la recherche distinguée en immunologie fondamentale et tumorale (2003), le prix Lucien Tartois de la Fondation pour la recherche médicale (2006) et le Prix Liliane Bettencourt pour les sciences du vivant (2010).

## Publications
- (en) Bruno Lemaitre, An essay on Science and Narcissism : How do high-ego personalities drive research?, Quanto, 2019 (1re éd. 2016, auto-édition)
- Bruno Lemaitre, Les dimensions de l'égo, Quanto, 2019, 350 p. (ISBN 978-2-88915-293-3 et 2-88915-293-6)
- Bruno Lemaitre, Michael Polanyi, le scientifique qui voulait réenchanter le monde, EPFL Press, 2022, 296 p. (EAN 9782889155026)
- Bianca Petrignani, Giovanna Clavarino et Bruno Lemaitre, Immunologie : Exercices, Lausanne, EPFL Press, 10 septembre 2020, 304 p. (ISBN 978-2-88915-361-9)